# Román keresztboltozat
A román keresztboltozat a római keresztboltozat emelt záradékú középkori típusa. Borda nélkül és bordás változatban is előfordul. Legegyszerűbb fajtája a négyzetre szerkesztett boltozat, amelynek homlokívei egyenlők, és a gerincvonalak vagy a bordák derékszögben metszik egymást.

## Szerkezete
Ha az alaprajz téglalap, akkor a rövidebb oldal homlokíve félkör, a hosszabb oldalé pedig egy lapos ív. Vízszintes vetületben a gerincvonal mindig egyenes. Ahhoz, hogy a boltozat mechanikailag és esztétikailag megfeleljen, az oldalak aránya legfeljebb 1,5 lehet. Keresztboltozat szabályos vagy szabálytalan sokszög fölé is szerkeszthető.

## Építése
Először a mintaívet kell elkészíteni. Külön-külön mintaív kell a homlokíveknek és a vápaíveknek, a süveg viszont téglából már szabadkézbõl is kifalazható. A záradékpont alá támaszt helyeznek; erre támaszkodnak az egymást metsző mintaívek.

## Külső hivatkozások
- oszk.hu: terminológia – PDF, ábrákkal
- BME, Épületszerkezet Tanszék: Boltozatok – PDF, ábrákkal